# Motljusskydd

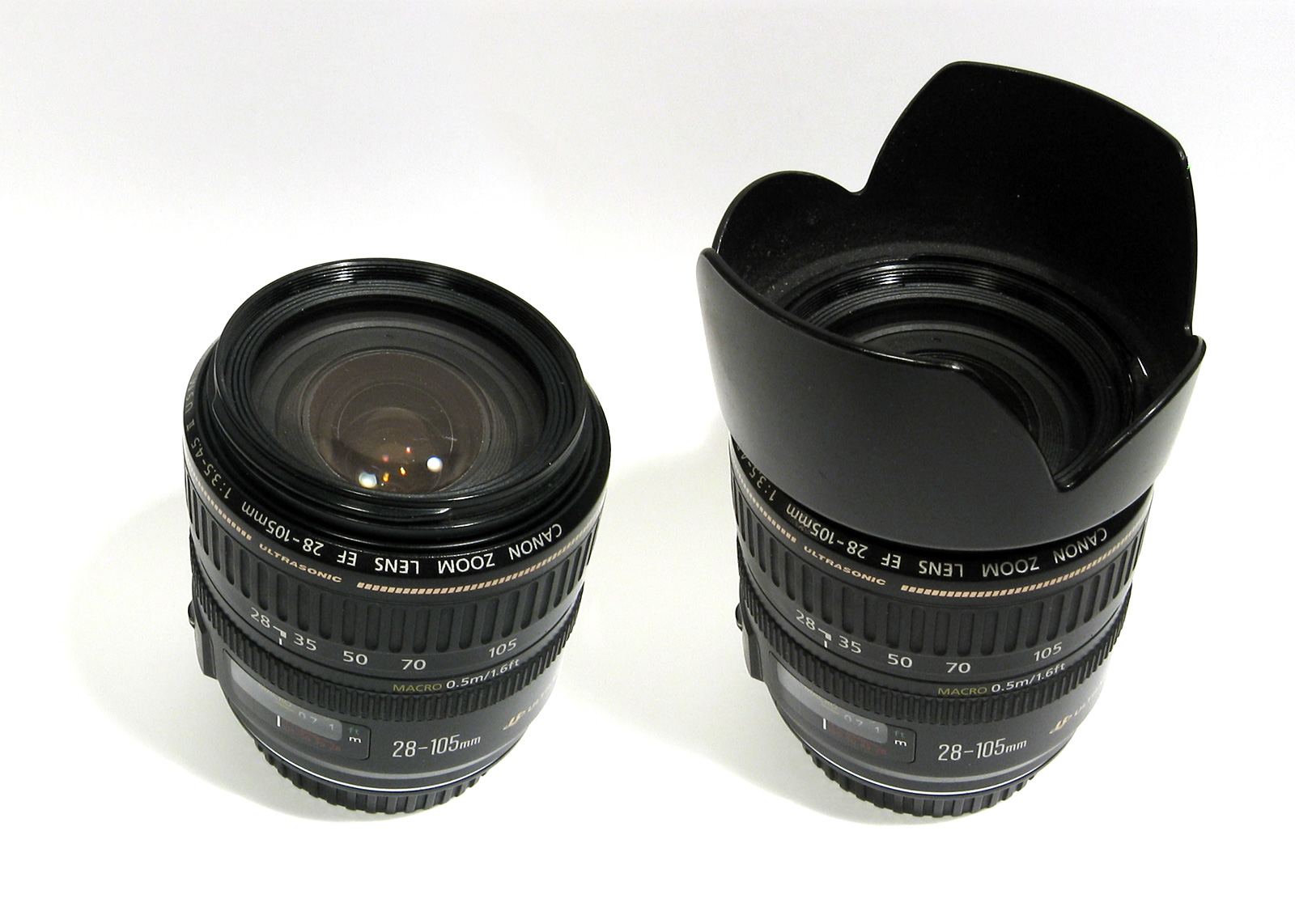
Canonobjektiv med och utan motljusskydd.

Ett motljusskydd är en skärm som hindrar ljus som till exempel solen eller lampor från att komma in i objektivet på en stillbildskamera eller film-/videokamera. Det förhindrar att bilden får solstick så som ringar i olika färger på bilden. Särskilt viktigt är motljusskyddet vid motljustagningar, eftersom mycket störande reflexer kan uppstå om solen lyser direkt på objektivet.
Professionella filmare använder sig oftast av motljusskydd med fällbara skärmar för att kunna skydda objektivet mot solstick beroende på brännvidden, alltså kunna fälla skärmarna närmare vid inzoomningar. 
Motljusskydd kan även vara bra till att skydda kameralinsen mot stötar.